# Алдонин, Евгений Валерьевич
Евге́ний Вале́рьевич Алдо́нин (род. 22 января 1980, Алупка, Крымская область) — российский футболист, полузащитник. Заслуженный мастер спорта России (2005). Двукратный чемпион России (2005, 2006), пятикратный обладатель кубка России (2005, 2006, 2008, 2009, 2011). Обладатель Кубка УЕФА 2005.
Начинал карьеру в волгоградском «Роторе» и играл за него на протяжении трёх лет, пока в 2004 году перешёл в московский ЦСКА. Здесь он на протяжении долгого времени был ключевым игроком команды и внёс огромный вклад в успехи клуба. В 2012 году Алдонин был отдан в аренду «Мордовии», а затем перешёл в «Волгу». После перерыва в профессиональной карьере выступал за «Зоркий», который стал его последним клубом как футболиста.
С 2002 по 2007 год вызывался в сборную России, в нескольких матчах выходил на поле в качестве капитана. Провёл за национальную команду 29 матчей.

## Ранние годы
Алдонин родился 22 января 1980 года в Алупке в семье заведующей магазином и судового механика. Его отец погиб в автокатастрофе в 2005 году. По словам самого Алдонина, он хорошо учился в школе. Начал постигать первые футбольные азы в детской спортивной школе Алупки и до 10 класса совмещал учёбу и спорт, играя в чемпионате Крыма. Футбол — не единственный вид спорта, которым Алдонин увлекался в детстве: некоторое время он занимался в секции настольного тенниса. В возрасте 16 лет переехал в Волгоград из Ялты по приглашению скаутов «Ротора» и стал учиться в спортивном интернате. В 1997 году стал лучшим бомбардиром зонального турнира первенства России среди команд 1980—1981 годов рождения при клубах высшей и первой лиг.

## Карьера

### Клубная

#### «Ротор»
С 1997 года Алдонин играл в фарм-клубе «Ротора» — команде «Ротор-2», которая выступала сначала в третьей лиге ПФЛ, а затем во втором дивизионе чемпионата России. В сезоне 1997 Алдонин сыграл 9 матчей и отметился одним голом, который был забит в матче 19-го тура против дублирующей команды «Кубани». В следующем сезоне он был заявлен за основной состав команды, но ни разу не вышел на поле в высшем дивизионе, продолжив выступать за дублирующий состав, и провёл 35 матчей и забил 5 голов во втором дивизионе ПФЛ. В следующем году Алдонин также не выходил на поле в высшей лиге, но 4 октября в 26-м туре попал в заявку основной команды на матч с нижегородским «Локомотивом». За хорошую игру за «Ротор-2» журналисты стали рассматривать Алдонина как восходящую звезду. В период игры в фарм-клубе он не имел определённой позиции на поле — в дубле Алдонин исполнял роль атакующего, опорного и крайнего полузащитника.
С начала нового сезона тренер «Ротора» Георгий Ярцев стал подключать Алдонина к тренировкам основной команды. 30 апреля 2000 года он дебютировал в чемпионате России, выйдя на поле на 82-й минуте матча против «Крыльев Советов». 13 мая игрок впервые вышел на поле в стартовом составе. По ходу сезона у волгоградского клуба сменился тренер. Новый наставник «Ротора» Евгений Кучеревский заявил, что должно пройти определённое время пока Алдонин полностью адаптируется и почувствует себя игроком первой команды. В основном, Алдонин выходил на поле на позицию крайнего полузащитника. Несмотря на то, что он уже проводил матчи в высшем дивизионе, он ещё играл и за вторую команду «Ротора». За основной состав клуба в сезоне 2000 сыграл 12 матчей. Перед началом сезона 2001 главным тренером «сине-голубых» стал Павел Гусев, который перевёл Алдонина на позицию опорного полузащитника и сделал его важным игроком основного состава, о чём говорит статистика: 29 матчей в чемпионате из 30 возможных. Он стал призываться в молодёжную сборную России, а журналисты назвали игру Алдонина «блистательной».
Сезон 2002 Алдонин также провёл на хорошем уровне и вошёл в список 33 лучших игроков чемпионата. В августе Валерий Газзаев впервые вызвал молодого полузащитника в основную сборную страны. 17 марта 2002 года он забил свой первый гол в профессиональной карьере, отличившись в матче против саратовского «Сокола» и принеся «Ротору» победу со счётом 2:1. Алдонин стал основополагающим игроком «Ротора» и несколько клубов сделали покупку Алдонина своей трансферной целью. По словам тренера «Ротора» Владимира Салькова президент «сине-голубых» Владимир Горюнов «сделал все возможное, чтобы удержать в команде полузащитника». Следующий сезон стал последним для Алдонина в «Роторе». По его итогам он во второй раз подряд был включён в список 33 лучших футболистов РФПЛ. В чемпионате полузащитник сыграл 29 матчей и отметился одним мячом, которым он отличился в игре с ярославским «Шинником». В том же матче Алдонин забил гол в свои ворота. По ходу сезона высказывались мнения о том, что Алдонин перерос уровень «Ротора», а после проигрыша «сине-голубых» в предпоследнем матче сезона против ЦСКА, болельщики московской команды кричали с трибун подбадривающие слова в адрес полузащитника и звали его в свой клуб. В ноябре появилась информация о предварительном соглашении между «Ротором» и ЦСКА о переходе полузащитника в стан «армейцев», а в самом конце года Алдонин официально перешёл в московскую команду, подписав контракт с «армецами» на 4 года. В итоге, за «сине-голубых» полузащитник провёл 102 матча и забил 7 голов во всех турнирах.

#### ЦСКА

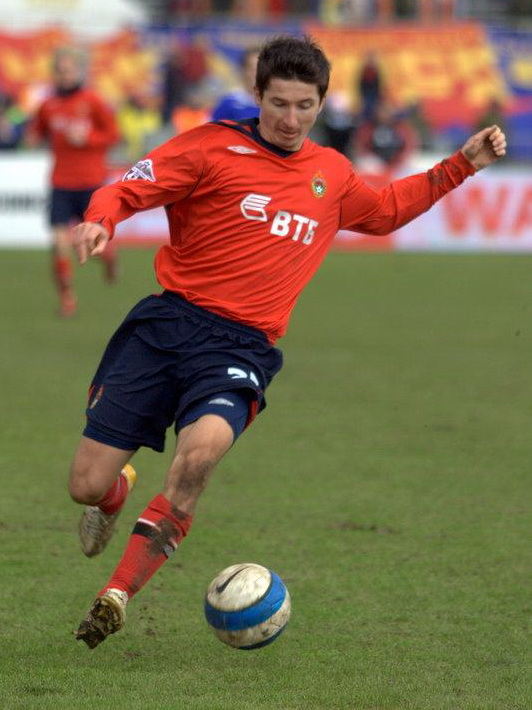
Евгений Алдонин в составе ЦСКА

Первый матч за ЦСКА Алдонин провёл 7 марта 2004 года в розыгрыше суперкубка России, где соперником «армейцев» выступил обладатель Кубка России 2003 московский «Спартак». Игра закончилась победой ЦСКА со счётом 3:1. Через 5 дней дебютировал в составе «красно-синих» в чемпионате России в противостоянии с «Торпедо-Металлург», которое завершилось нулевой ничьей. Футбольная общественность подвергла сомнению квалификацию Алдонина из-за плохой игры в атаке, но несмотря на это Алдонин сыграл во всех 30 матчах чемпионата. Следующий 2005 год стал самым успешным в истории ЦСКА: клуб выиграл в нём чемпионат, Кубок России и Кубок УЕФА. Алдонин был ключевым игроком команды в сезоне, постоянно появляясь в основном составе. 10 марта 2005 года в игре с «Партизаном» в Кубке УЕФА Алдонин забил свой первый гол за «армейский» клуб и помог команде избежать поражения. В финале этого турнира «красно-синим» противостоял «Спортинг». Полузащитник вышел в основном составе и провёл хороший по качеству игры матч, а ЦСКА победил соперника со счётом 3:1. Следующим после финала матчем было Главное московское дерби. Алдонин сыграл в матче важную роль, забив гол и отдав голевую передачу. Игорь Рабинер в отчёте об игре написал: «Алдонин растет как на дрожжах, причём, кажется, в каждом матче». 22 июня в матче против «Шинника» он получил две жёлтые карточки уже в первом тайме и впервые в карьере был удалён. Всего за сезон Алдонин провёл 58 матчей и забил 4 гола во всех турнирах и достаточно сильно прибавил в атакующих действиях, часто отдавая обостряющие передачи своим партнёрам. Уже в первом матче 2006 года, который был проведён в рамках Кубка России, против костромского «Спартака» полузащитник оформил дубль, причём один из этих голов был забит в верхний угол ворот с расстояния тридцати метров. В этом сезоне «красно-синие» взяли чемпионат и кубок, а Алдонин вошёл в список 33 лучших игроков РФПЛ под номером 2, как центральный полузащитник.

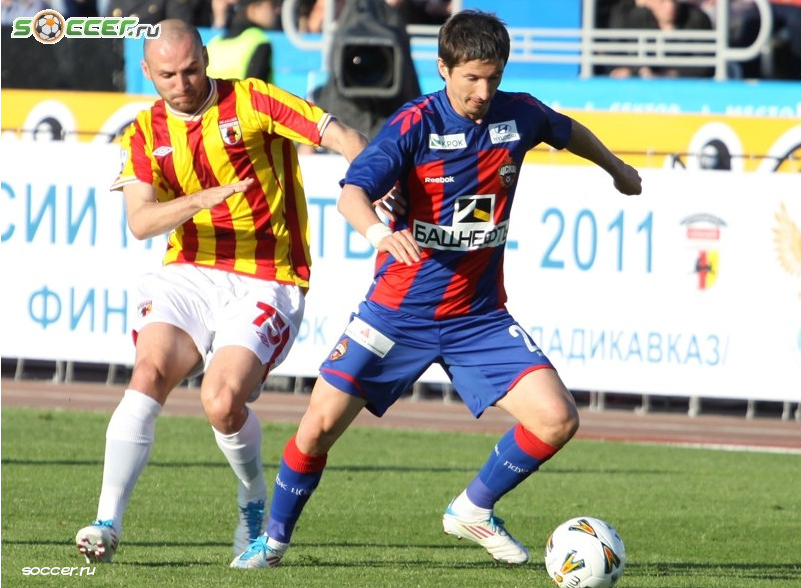
Алдонин с мячом в финале Кубка России по футболу 2011

2007 год стал не слишком удачным для ЦСКА: в нём клуб не выиграл ни одного трофея и занял в чемпионате лишь третье место. За сезон Алдонин провёл 27 матчей и забил 2 гола в российской премьер-лиге. Уже после окончания сезона, на зимних сборах полузащитник был впутан в конфликт Сергея Игнашевича с главным тренером команды Валерием Газзаевым, и из-за этого последний отправил Алдонина в дубль на несколько матчей нового сезона. Но затем наставник «армейцев» вернул полузащитника в основной состав и остальной отрезок сезона Алдонин провёл на хорошем уровне. По окончании сезона Газзаев покинул «армейский» клуб, и на его место пришёл бразилец Зико, который продолжил доверять Алдонину ключевую роль в команде. 31 марта в финале Кубка России Алдонин в добавленное ко второму тайму время забил единственный гол в ворота «Рубина» и принёс «красно-синим» трофей. Журналисты отметили хорошую форму, набранную полузащитником. Но несмотря на успех в кубке России «армейцы» нестабильно выступали в РФПЛ и заняли в ней лишь пятое место. Начало сезона 2010 Алдонин начинал в качестве игрока основного состава, но позже стал всё больше оставаться в запасе, проигрывая конкуренцию Павлу Мамаеву. Сам футболист по этому поводу заявил: 

«Скажем так: я очень опытный футболист, к которому с большим уважением относятся молодые игроки клуба. Но ветераном себя ни в коем случае не ощущаю. Конечно, я уже многого добился, но, несмотря на это, ещё голоден до побед. И одна из моих целей — золото чемпионата России следующего сезона. Мы уже заждались нашего чемпионства».
 В июле получил травму бедра. Игрок восстановился от травмы достаточно быстро и вернулся на поле в матче против «Спартак-Нальчика». Но затем последовала травма паха из-за которой Алдонин пропустил около месяца. Всего за год провёл 14 матчей в чемпионате — меньше он играл только в сезоне 2000 — первом в профессиональной карьере. В следующем сезоне Алдонин провёл большое количество матчей в еврокубках, но в чемпионате России провёл лишь 32 игры из 44-х, во многих из которых Алдонин выходил в конце матчей. По окончании чемпионата ЦСКА стал вести переговоры с клубами Премьер-лиги касательно сдачи в аренду полузащитника, а сам Алдонин в это время тренировался с молодёжной командой. Позже футболист сказал, что тренер команды Леонид Слуцкий вызвал его и Дейвидаса Шембераса для разговора и заявил, что игровой практики у них не будет.

#### «Мордовия» и «Волга»
В июле 2012 года на правах аренды перешёл в «Мордовию». Главный тренер саранской команды Фёдор Щербаченко сказал: 

«Такой игрок как Алдонин очень актуален для „Мордовии“. Его опыт и мастерство должны придать нашей команде уверенности и класса. Он нормально выглядит, что неудивительно, так как футболист тренировался с дублем ЦСКА, а в этом клубе любая структура работает профессионально».
 Первый матч за новый клуб Алдонин провёл 27 июля 2012 года, в котором соперником «Мордовии» была краснодарская «Кубань». 19 августа полузащитник вышел на поле в игре против ЦСКА: этот матч стал 450-м для него в профессиональной карьере. В зимнее межсезонье из «Мордовии» ушёл капитан команды Алексей Мулдаров и повязку получил Алдонин. Впервые в новом статусе футболист вышел на поле 10 марта 2013 года в матче против «Анжи». Алдонин был ключевым игроком клуба, но 8 апреля на разминке перед игрой с «Краснодаром» надорвал икроножную мышцу и по прогнозам врачей должен был пропустить 3 недели. Во время восстановления от травмы Алдонин тренировался с ЦСКА. Вернулся на поле полузащитник только 18 мая в игре против «Терека», где была зафиксирована ничья, которая не давала возможности «Мордовии» выйти из зоны вылета и остаться в Премьер-лиге. Журналисты отметили, что травма помешала Алдонин показать в саранской команде свою лучшую игру. Всего за клуб он провёл 22 матча и не отметился результативными действиями.
2 сентября 2013 года Алдонин перешёл в нижегородскую «Волгу». Дебютировал за новый клуб он 14 сентября в 8-м туре чемпионата России в матче против «Спартака». Уже 26 сентября в игре с «Кубанью» он получил красную карточку и был дисквалифицирован на один тур. По итогам сезона «Волга», как и предыдущий клуб полузащитника, «Мордовия» вылетел в ФНЛ, а журналисты отметили, что Алдонин «давным-давно завязал с серьёзным, „большим“ футболом», имея в виду потерю мотивации играть на высшем уровне но сам Алдонин заявил, что хочет продолжить профессиональную карьеру.
Продолжил играть в любительских командах ЛФЛ (8х8) и ездил на чемпионат Европы среди любителей. Стал детским тренером клуба «ЦСКА-Ватутинки», который тесно связан с главной «армейской» командой. В 2014 году получил тренерскую лицензию категории «A». В 2016 году стал работать в Общероссийском профессиональном союзе футболистов вместе с Романом Широковым.

#### «Зоркий»
Перед сезоном 2017/18 подписал контракт с клубом ПФЛ «Зоркий» Красногорск, где был капитаном.

### В сборной
Алдонин родился в Алупке и имел право выступать за сборную Украины, а в сезоне 1998 был заявлен во втором дивизионе как гражданин Украины. Но ФФУ не проявила интереса к игроку. После участия в заграничных сборах основной команды «Ротора» получил российское гражданство для удобства оформления загранпаспорта. В мае 2001 года был вызван Валерием Газзаевым в молодёжную сборную России, но не сыграл за неё ни одного матча.
13 августа 2002 года Алдонин был впервые вызван в сборную России на товарищеский матч против сборной Швеции. 21 августа дебютировал в сборной, выйдя во втором тайме и заняв позицию опорного полузащитника (ничья 1:1). После игры получил положительные отзывы журналистов. Главный тренер сборной Газзаев пригласил Алдонина и на следующий матч, проходивший в рамках отборочного турнира к Евро-2004, соперником россиян в котором выступала сборная Ирландии. Его появление в основном составе было маловероятно из-за серьёзных конкурентов на позиции — Алексея Смертина и Андрея Соломатина. Но непосредственно перед игрой Смертин получил травму, и Алдонин заменил его в стартовой расстановке. Отыграв весь матч (победа 4:2), заработал положительные отзывы, а также удостоился от прессы сравнения со Смертиным. С августа 2002 по сентябрь 2003 сыграл во всех десяти играх национальной команды, в том числе и домашний матч против Албании в Волгограде на Центральном стадионе: лицо Алдонина было напечатано не только на афишах этой встречи, но и даже на билетах. Россия оформила выход в финальный этап чемпионата Европы после двух стыковых матчей против Уэльса (ничья дома 0:0, победа в гостях 1:0). Алдонин был в заявке сборной на них, но на поле не выходил.
Алдонин хорошо провёл первую часть чемпионата России 2004 и был одним из главных кандидатов в сборную для выступления на Евро-2004 в июне. 18 мая Георгий Ярцев включил его состав национальной команды на ЧЕ, а 25 мая россияне проводили последний перед турниром товарищеский матч против Австрии. Он завершился вничью 0:0, а Алдонин вышел на поле во втором тайме. По мнению журналистов, достаточно неплохо играл в предоставленный ему отрезок времени и заслужил места в составе на стартовый матч сборной на чемпионат Европы. В матче группового этапе против испанцев (0:1) Алдонин вышел в стартовом составе, но сыграл не лучшим образом и на 68-й минуте был заменён на Дмитрия Сычёва для усиления атаки. В следующей игре против Португалии Ярцев опять выпустил Алдонина на поле с первых минут, но на 45-й минуте вратарь Сергей Овчинников получил красную карточку, и Алдонин был заменён на Вячеслава Малафеева. Португальцы одержали победу, и сборная России потеряла шансы на выход в четвертьфинал. В последней, победной игре против греков Алдонин на поле не выходил.
В отборочном турнире к чемпионату мира 2006 Алдонин сыграл 7 матчей. Россия заняла третье место в группе и не вышла на турнир, уступив сборной Словакии по разнице мячей. Осенью 2006 года начался отбор к Евро-2008, а тренером национальной команды стал Гус Хиддинк, который выбрал Алдонина капитаном сборной в товарищеской игре против Латвии. Хиддинк сказал: «Он обладает всеми лидерскими качествами, чтобы быть капитаном. Это очень умный футболист». На следующий матч, который проходил уже в рамках отборочного турнира, в расположение национальной команды был вызван Алексей Смертин, который до того исполнял в неё роль капитана. Но Хиддинк опять отдал повязку Алдонину. Затем полузащитник пропустил две игры отборочного этапа из-за травмы, но уже 7 октября опять на правах капитана участвовал в отборочном матче против Израиля, а 11 октября — против Эстонии. Всего в отборочном турнире провёл 3 матча. В 2007 году Алдонин провёл всего одну игру за сборную — 7 февраля вышел на замену Егору Титову в матче против Нидерландов. Он стал последним для полузащитника в национальной команде. 26 мая 2009 года Хиддинк вызвал его в сборную для участия в игре против Финляндии, но в ней Алдонин не сыграл, так же, как и в матче с Аргентиной, на который полузащитник был вызван в июле того же года.
Алдонин сыграл за сборную России в 29 матчах (в 4 в качестве капитана) и не отметился в них голами.

## Стиль игры
В самом начале карьеры Алдонин играл на позиции атакующего полузащитника, но потом переквалифицировался в опорного полузащитника. Его лучшими игровыми качествами были отбор мяча и хороший выбор позиции. Не очень хорошо играл в созидании и из-за этого иногда проигрывал конкуренцию за место в стартовом составе. Обладал сильным поставленным ударом с левой ноги. Полузащитник всегда играл старательно и дисциплинировано, а также отличался самоотверженностью и бойцовским характером. Часто нарушал правила и получал жёлтые карточки.

## Достижения

### Командные
- Чемпион России (2): 2005, 2006.
- Серебряный призёр чемпионата России (3): 2004, 2008, 2010.
- Бронзовый призёр чемпионата России (2): 2007, 2012.
- Обладатель Кубка России (5): 2005, 2006, 2008, 2009, 2011.
- Обладатель Суперкубка России (4): 2004, 2006, 2007, 2009.
- Обладатель Кубка УЕФА: 2005.
- Обладатель Кубка Первого канала: 2007.
- Серебряный призёр зимнего первенства Санкт-Петербурга: 2018/19

### Личные
- Лауреат премии «Стрелец» в номинациях «Надежда сезона» (2002) и «Лучший полузащитник оборонительного плана» (2002, 2004).
- Заслуженный мастер спорта (2005).
- 2005 — Орден Дружбы[98].
- В списках 33 лучших футболистов чемпионата России (3):

№ 1 (1) — 2003
№ 2 (2) — 2002, 2006

## Личная жизнь
1 июня 2006 года женился на певице Юлии Началовой. 1 декабря 2006 года у них родилась дочь Вера. В декабре 2011 года супруги объявили об официальном разводе, и дочь осталась жить у матери, но после внезапной смерти певицы в марте 2019 года было решено, что дочь будет жить с отцом. По словам Алдонина, они сохраняли хорошие отношения с бывшей супругой.
В 2014 году женился на Ольге. В октябре 2016 года родился сын Артём. 23 ноября 2019 года родилась дочь Анжелика.
Алдонин — коммуникабельный и разносторонне развитый человек, острый на язык, что притягивает к нему внимание журналистов. В свободное время любит играть в теннис. Участвует в благотворительных акциях, а также устраивает в родной Алупке футбольный турнир под названием «Кубок Евгения Алдонина».

## Статистика выступлений
| Клуб          | Сезон   | Чемпионат | Чемпионат | Кубок | Кубок | Суперкубок | Суперкубок | Еврокубки | Еврокубки | Всего | Всего |
| Клуб          | Сезон   | Игры      | Голы      | Игры  | Голы  | Игры       | Голы       | Игры      | Голы      | Игры  | Голы  |
| ------------- | ------- | --------- | --------- | ----- | ----- | ---------- | ---------- | --------- | --------- | ----- | ----- |
| Ротор-2       | 1997    | 9         | 1         | 0     | 0     | 0          | 0          | 0         | 0         | 9     | 1     |
| Ротор-2       | 1998    | 35        | 5         | 0     | 0     | 0          | 0          | 0         | 0         | 35    | 5     |
| Ротор-2       | 1999    | 34        | 6         | 0     | 0     | 0          | 0          | 0         | 0         | 34    | 6     |
| Ротор-2       | 2000    | 14        | 3         | 0     | 0     | 0          | 0          | 0         | 0         | 14    | 3     |
| Ротор-2       | Итого   | 92        | 15        | 0     | 0     | 0          | 0          | 0         | 0         | 92    | 15    |
| Ротор         | 2000    | 12        | 0         | 0     | 0     | 0          | 0          | 0         | 0         | 12    | 0     |
| Ротор         | 2001    | 29        | 0         | 1     | 0     | 0          | 0          | 0         | 0         | 30    | 0     |
| Ротор         | 2002    | 29        | 4         | 1     | 0     | 0          | 0          | 0         | 0         | 33    | 4     |
| Ротор         | 2003    | 29        | 2         | 1     | 0     | 0          | 0          | 0         | 0         | 31    | 2     |
| Ротор         | Итого   | 99        | 6         | 3     | 0     | 0          | 0          | 0         | 0         | 102   | 6     |
| ЦСКА (Москва) | 2004    | 30        | 0         | 2     | 0     | 1          | 0          | 9         | 0         | 42    | 0     |
| ЦСКА (Москва) | 2005    | 29        | 1         | 8     | 2     | 0          | 0          | 15        | 1         | 53    | 4     |
| ЦСКА (Москва) | 2006    | 28        | 0         | 6     | 2     | 1          | 0          | 8         | 0         | 43    | 2     |
| ЦСКА (Москва) | 2007    | 27        | 2         | 4     | 0     | 1          | 0          | 7         | 0         | 39    | 2     |
| ЦСКА (Москва) | 2008    | 25        | 3         | 4     | 0     | 0          | 0          | 5         | 0         | 34    | 3     |
| ЦСКА (Москва) | 2009    | 28        | 0         | 3     | 1     | 0          | 0          | 6         | 1         | 37    | 2     |
| ЦСКА (Москва) | 2010    | 14        | 0         | 1     | 0     | 0          | 0          | 6         | 0         | 21    | 0     |
| ЦСКА (Москва) | 2011/12 | 32        | 0         | 3     | 0     | 1          | 0          | 11        | 0         | 47    | 0     |
| ЦСКА (Москва) | Итого   | 213       | 6         | 31    | 5     | 4          | 0          | 67        | 2         | 315   | 13    |
| Мордовия      | 2012/13 | 21        | 0         | 1     | 0     | 0          | 0          | 0         | 0         | 22    | 0     |
| Волга (НН)    | 2013/14 | 17        | 0         | 0     | 0     | 0          | 0          | 0         | 0         | 17    | 0     |
| Зоркий        | 2017/18 | 22        | 1         | 2     | 0     | 0          | 0          | 0         | 0         | 23    | 1     |
| Всего         | Всего   | 464       | 28        | 35    | 5     | 4          | 0          | 67        | 2         | 561   | 35    |

### В сборной

#### Сводная таблица
| Год   | Отборочные матчи ЧМ | Отборочные матчи ЧМ | Отборочные матчи ЧЕ | Отборочные матчи ЧЕ | Финальные матчи ЧЕ | Финальные матчи ЧЕ | Товарищеские матчи | Товарищеские матчи | Всего | Всего |
| Год   | Игры                | Голы                | Игры                | Голы                | Игры               | Голы               | Игры               | Голы               | Игры  | Голы  |
| ----- | ------------------- | ------------------- | ------------------- | ------------------- | ------------------ | ------------------ | ------------------ | ------------------ | ----- | ----- |
| 2002  | 0                   | 0                   | 2                   | 0                   | 0                  | 0                  | 1                  | 0                  | 3     | 0     |
| 2003  | 0                   | 0                   | 5                   | 0                   | 0                  | 0                  | 3                  | 0                  | 8     | 0     |
| 2004  | 2                   | 0                   | 0                   | 0                   | 2                  | 0                  | 1                  | 0                  | 5     | 0     |
| 2005  | 5                   | 0                   | 0                   | 0                   | 0                  | 0                  | 1                  | 0                  | 6     | 0     |
| 2006  | 0                   | 0                   | 3                   | 0                   | 0                  | 0                  | 3                  | 0                  | 6     | 0     |
| 2007  | 0                   | 0                   | 0                   | 0                   | 0                  | 0                  | 1                  | 0                  | 1     | 0     |
| Всего | 7                   | 0                   | 8                   | 0                   | 2                  | 0                  | 10                 | 0                  | 29    | 0     |

Данные с сайта eu-football.info (недоступная ссылка)

#### Список матчей
| Матчи Алдонина за сборную России | Матчи Алдонина за сборную России | Матчи Алдонина за сборную России | Матчи Алдонина за сборную России | Матчи Алдонина за сборную России | Матчи Алдонина за сборную России | Матчи Алдонина за сборную России |
| №                                | Дата                             | Оппонент                         | Счёт                             | Голы                             | Соревнование                     |                                  |
| -------------------------------- | -------------------------------- | -------------------------------- | -------------------------------- | -------------------------------- | -------------------------------- | -------------------------------- |
| 1                                | 21 августа 2002                  | Швеция                           | 1:1                              | —                                | Товарищеский матч                |                                  |
| 2                                | 7 сентября 2002                  | Ирландия                         | 4:2                              | —                                | Отборочные матчи ЧЕ-2004         |                                  |
| 3                                | 16 октября 2002                  | Албания                          | 4:1                              | —                                | Отборочные матчи ЧЕ-2004         |                                  |
| 4                                | 13 января 2003                   | Румыния                          | 4:2                              | —                                | Товарищеский матч                |                                  |
| 5                                | 12 января 2003                   | Республика Кипр                  | 1:0                              | —                                | Товарищеский матч                |                                  |
| 6                                | 29 марта 2003                    | Албания                          | 1:3                              | —                                | Отборочные матчи ЧЕ-2004         |                                  |
| 7                                | 30 апреля 2003                   | Грузия                           | 0:1                              | —                                | Отборочные матчи ЧЕ-2004         |                                  |
| 8                                | 7 июня 2003                      | Швейцария                        | 2:2                              | —                                | Отборочные матчи ЧЕ-2004         |                                  |
| 9                                | 20 августа 2003                  | Израиль                          | 1:2                              | —                                | Товарищеский матч                |                                  |
| 10                               | 6 сентября 2003                  | Ирландия                         | 1:1                              | —                                | Отборочные матчи ЧЕ-2004         |                                  |
| 11                               | 11 октября 2003                  | Грузия                           | 3:1                              | —                                | Отборочные матчи ЧЕ-2004         |                                  |
| 12                               | 25 мая 2004                      | Австрия                          | 0:0                              | —                                | Товарищеский матч                |                                  |
| 13                               | 12 июня 2004                     | Испания                          | 0:1                              | —                                | Евро-2004                        |                                  |
| 14                               | 16 июня 2004                     | Португалия                       | 0:2                              | —                                | Евро-2004                        |                                  |
| 15                               | 9 октября 2004                   | Люксембург                       | 4:0                              | —                                | Отборочные матчи ЧМ-2006         |                                  |
| 16                               | 13 октября 2004                  | Португалия                       | 1:7                              | —                                | Отборочные матчи ЧМ-2006         |                                  |
| 17                               | 26 марта 2005                    | Лихтенштейн                      | 2:1                              | —                                | Отборочные матчи ЧМ-2006         |                                  |
| 18                               | 4 июня 2005                      | Латвия                           | 2:0                              | —                                | Отборочные матчи ЧМ-2006         |                                  |
| 19                               | 8 июня 2005                      | Германия                         | 2:2                              | —                                | Товарищеский матч                |                                  |
| 20                               | 17 августа 2005                  | Латвия                           | 1:1                              | —                                | Отборочные матчи ЧМ-2006         |                                  |
| 21                               | 3 сентября 2005                  | Лихтенштейн                      | 2:0                              | —                                | Отборочные матчи ЧМ-2006         |                                  |
| 22                               | 7 сентября 2005                  | Португалия                       | 0:0                              | —                                | Отборочные матчи ЧМ-2006         |                                  |
| 23                               | 1 марта 2006                     | Бразилия                         | 0:1                              | —                                | Товарищеский матч                |                                  |
| 24                               | 27 мая 2006                      | Испания                          | 0:0                              | —                                | Товарищеский матч                |                                  |
| 25                               | 16 августа 2006                  | Латвия                           | 1:0                              | —                                | Товарищеский матч                |                                  |
| 26                               | 6 сентября 2006                  | Хорватия                         | 0:0                              | —                                | Отборочные матчи ЧЕ-2008         |                                  |
| 27                               | 7 октября 2006                   | Израиль                          | 1:1                              | —                                | Отборочные матчи ЧЕ-2008         |                                  |
| 28                               | 11 октября 2006                  | Эстония                          | 2:0                              | —                                | Отборочные матчи ЧЕ-2008         |                                  |
| 29                               | 7 февраля 2007                   | Нидерланды                       | 1:4                              | —                                | Товарищеский матч                |                                  |

Итого: 29 матчей / 0 голов; 11 побед, 10 ничьих, 8 поражений